# Cytisus beanii
Cytisus beanii är en ärtväxtart som beskrevs av William Dallimore. Cytisus beanii ingår i släktet kvastginster, och familjen ärtväxter. Inga underarter finns listade i Catalogue of Life.